# Dosis je Hektar Laubwandfläche

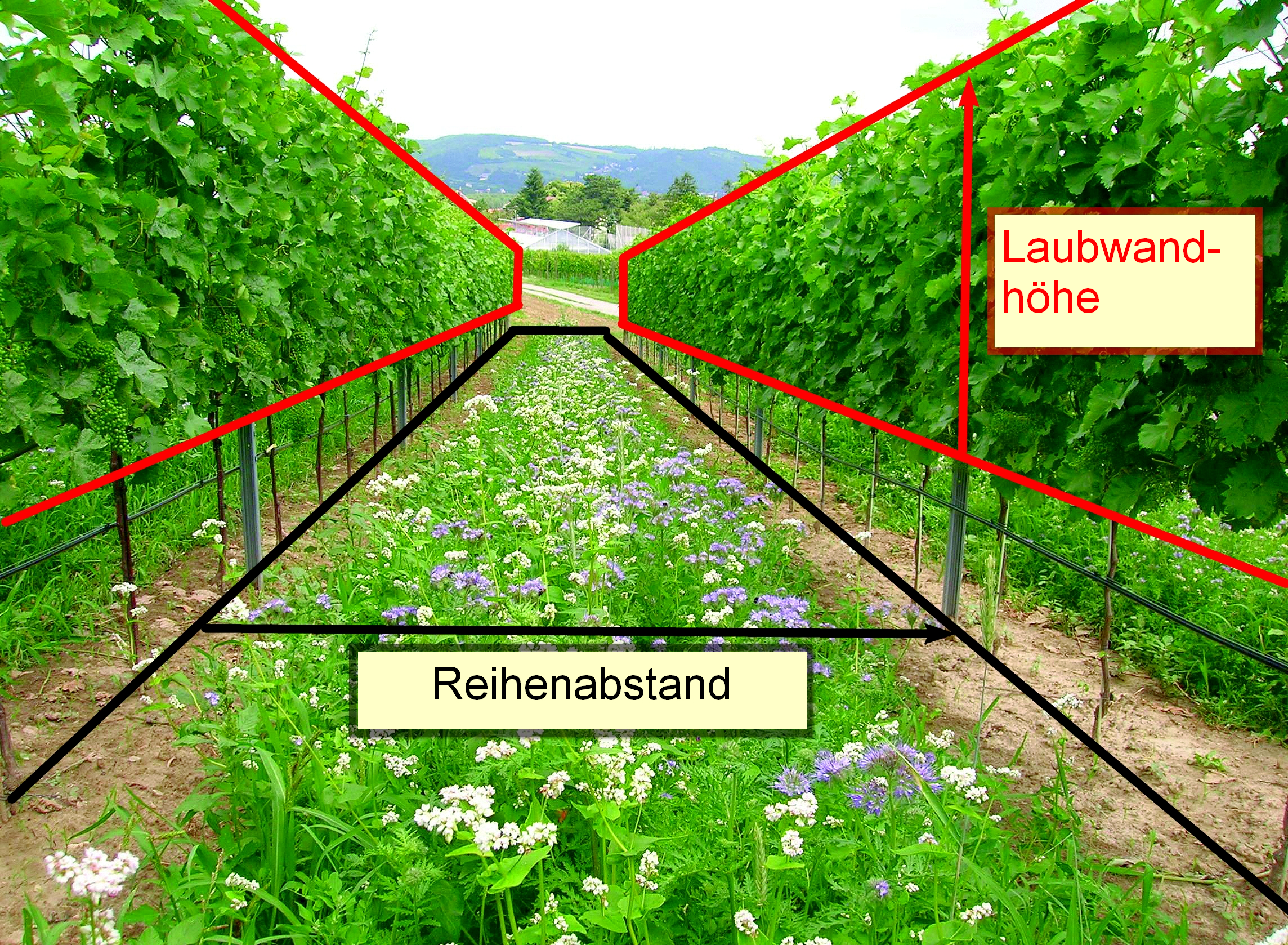
Laubwandfläche in einem Weingarten mit Spaliererziehung.

Die Dosis je Hektar Laubwandfläche ist jene Menge eines Pflanzenschutzmittels, die je Hektar auf die Laubwandfläche (Leaf Wall Area, LWA) bei einer Raumkultur (Wein- und Obstkulturen), ausgebracht werden soll, um die Pflanzenoberfläche ausreichend gegen Krankheits- und Schädlingsbefall zu schützen. Der Bezug liegt hier auf Laubwandfläche und nicht auf Grundfläche; die Laubfläche ist die eigentliche Behandlungsfläche.

## Ausgangssituation

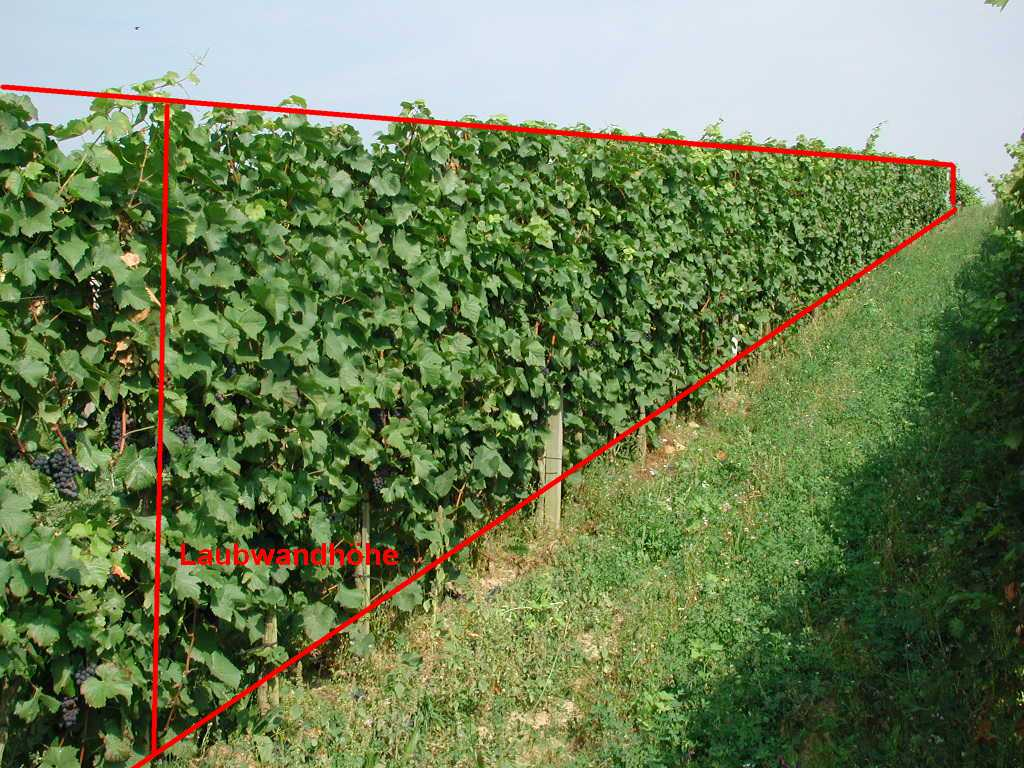
Hohe Laubwand einer Hochkultur mit herabhängenden Trieben.

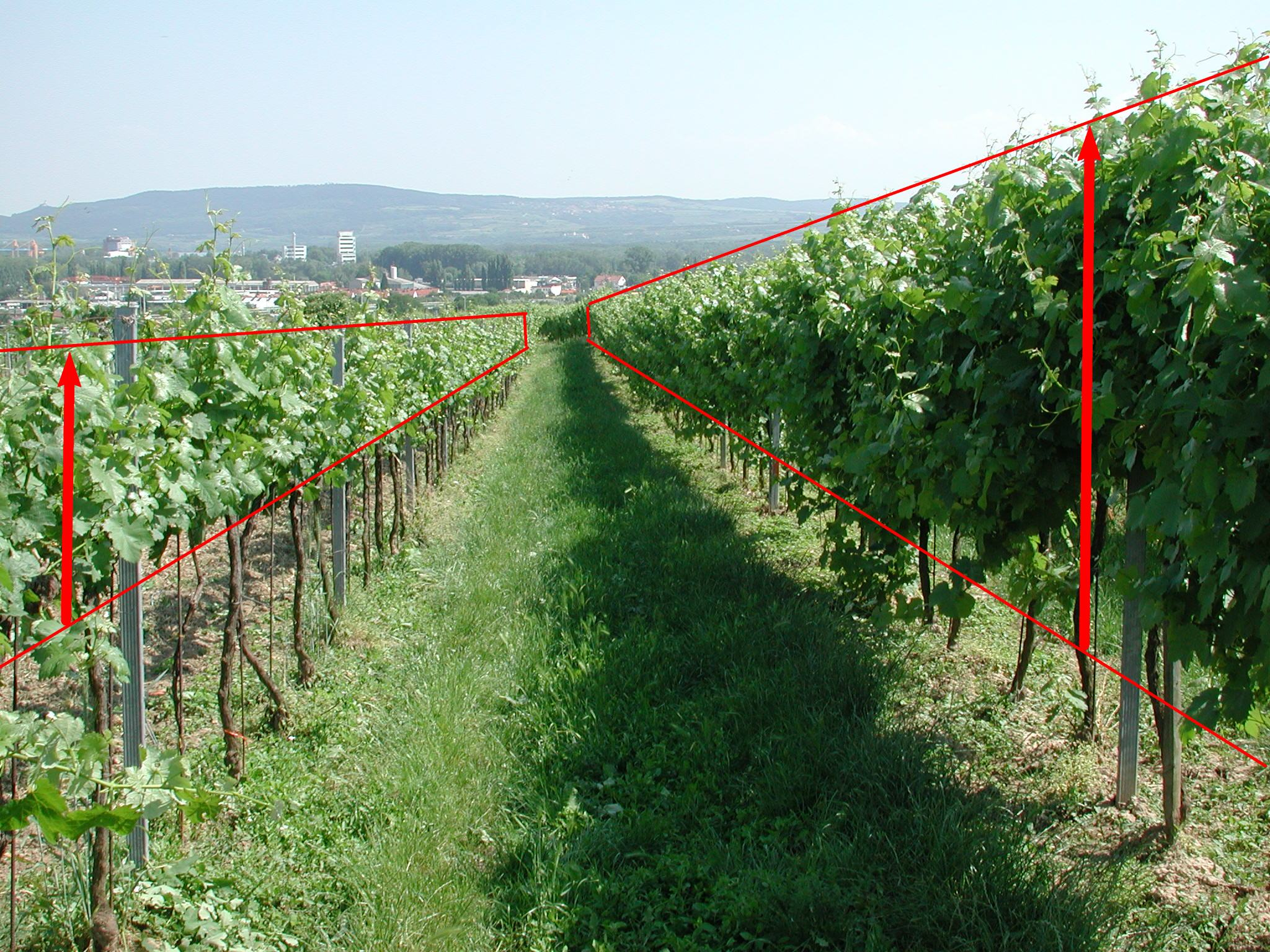
Laubwandflächenunterschied von zwei unterschiedlichen Erziehungssystemen zur gleichen Entwicklungszeit.

Bei der Rebe gibt es während der Vegetationszeit eine deutliche Veränderung der Trieb- und Blattflächenentwicklung. Das heißt auch, dass während des Jahres eine ansteigende Laubwandfläche zu schützen ist. Weiters gehört dazu angeführt, dass Reberziehungssysteme sehr unterschiedlich sind. Sowohl die Reihenentfernung und die Verteilung des angeschnittenen einjährigen Holzes haben großen Einfluss auf die Laubflächenentwicklung (siehe Abb. Laubflächenentwicklung) und -verteilung während des Jahres. Je größer die Oberfläche sich durch Wachstum entwickelt hat, umso mehr Produktmenge muss ausgebracht werden.
Die Summe aller grünen Rebteile (Blätter, Triebe, Beeren) erreicht je nach Wuchsstärke, Sorte und Erziehungsart eine Oberfläche von ca. 30.000–40.000 m2/ha. Die Schwankungsbreite der Oberfläche wird vom verwendeten Erziehungssystem, der Reihenentfernung sowie von der Laubwandhöhe und Laubwandstruktur stark beeinflusst.
Zwischen der Trieblänge und der Blattfläche besteht eine sehr hohe Korrelation (r2 = 0,91). Die Unterschiede zwischen Sorten und auch Anbaugebieten sind gering. Mit zunehmendem Triebwachstum nimmt im gleichen Verhältnis die Blattfläche zu. Man kann daher mit zunehmender Trieblänge (= Laubwandhöhe) linear die Pflanzenschutzmittelmenge anheben. Für die Praxis ist dieser Zusammenhang von großer Bedeutung und macht die Umsetzung einfach.
Sprühgeräte im Wein- und Obstbau behandeln nicht die Grundfläche. Der Gebläseluftstrom und die Düsen sind auf die Laubwand gerichtet. Deshalb ist die Laubwand die eigentliche Behandlungsfläche und nicht die Grundfläche oder der Boden. Die Behandlung der Laubwand ist als Bandspritzung zu verstehen, wobei die beiden Behandlungsflächen senkrecht stehen.
Weiters stellt dieses System der Dosierung, welche laut EU-Regelungen eine einfache Übertragung von Zulassungen ermöglichen soll, eine gute Möglichkeit dar, Zulassungen einfach zu übertragen. Diese Übertragung ist derzeit mit den Hektaraufwandmengen bei Raumkulturen nicht möglich.

## Berechnung der Laubwandfläche

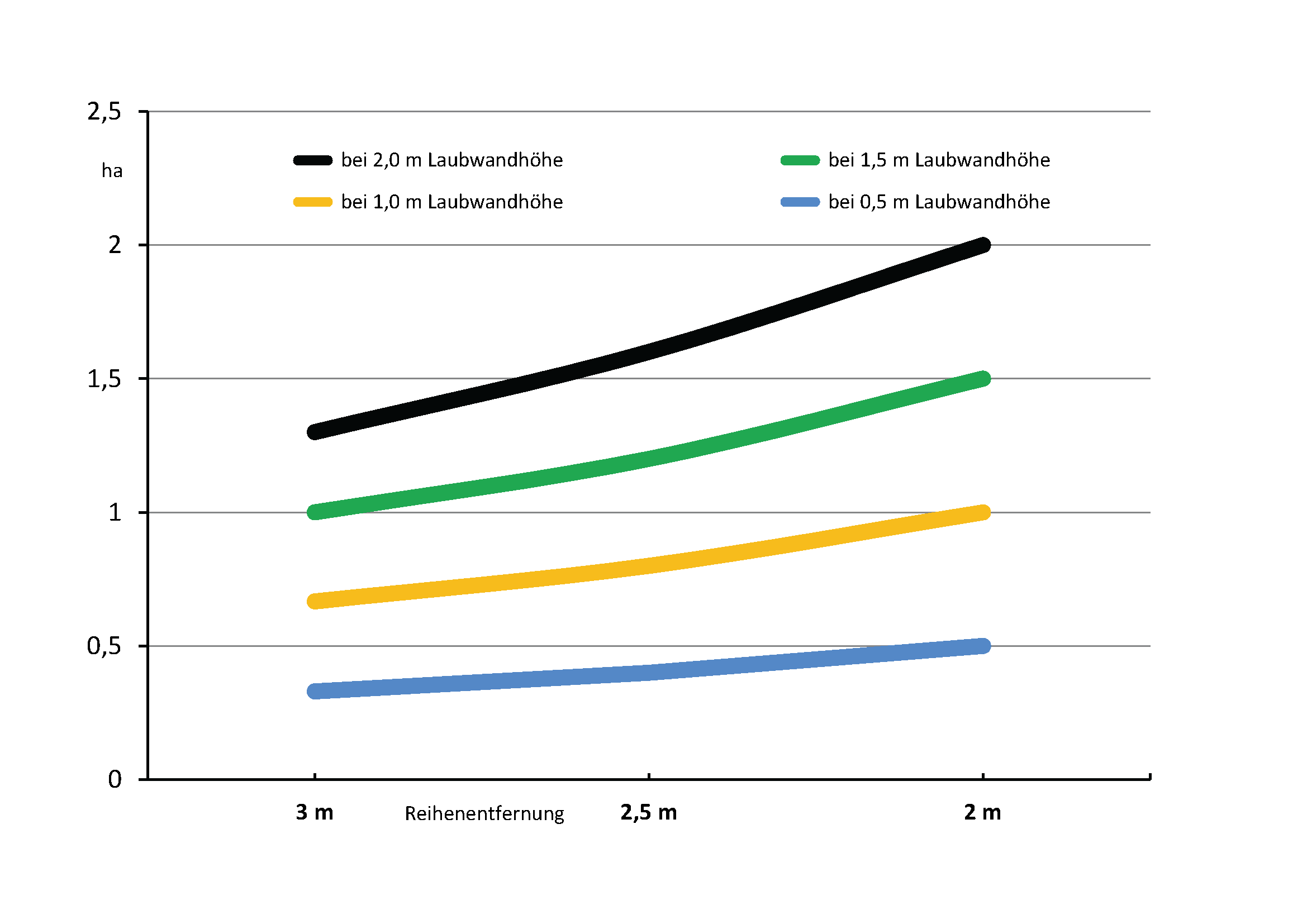
Laubwandflächenentwicklung von Rebanlagen in Abhängigkeit von unterschiedlicher Laubwandhöhen und Reihenentfernungen

Die Laubwandfläche (die Behandlungsfläche) wird von einem Hektar mit dem Reihenabstand und der Laubwandhöhe berechnet:
{\displaystyle LWA={\frac {1ha}{R}}\cdot LWH\cdot 2Seiten}
LWA = Leaf Wall Area = Laubwandfläche in ha (ist die zu besprühende Fläche, die sich aus der Multiplikation der Reihenlänge × Laubwandhöhe × 2 (beide Seiten der der Laubwand) ergibt. Diesen Begriff nicht mit der Blattfläche der Kultur verwechseln.)
R = Reihenabstand im m
LWH = Laubwandhöhe in m
Die Angabe erfolgt in kg/ha oder l/ha Laubwandfläche. Diese Angabe bleibt über den Anwendungszeitraum gleich. Das heißt, dass bei den zukünftigen Pflanzenschutzmittelzulassungen für Raumkulturen (Weinbau, Obstbau, bestimmte Gewächshauskulturen) nur mehr eine Angabe und zwar kg/ha oder l/ha Laubwandfläche erfolgt. Bei den vorhandenen Zulassungen wird eine Anpassung vorgenommen.
Musste der Winzer bei der Anwendung des Hektaraufwandes (kg/ha oder l/ha) die Wasserausstoßmenge/ha des Spritzgerätes wissen bzw. feststellen, ist bei kg/ha oder l/ha Laubwandfläche der Wasserausstoß des Spritzgerätes je ha Laubwandfläche zu errechnen bzw. festzustellen. Das sind in der Regel 400–500 l Wasser/ha/Laubwandfläche.

## Vorteile einer laubwandflächenbezogenen Dosierung
Eine laubwandbezogene Applikation berücksichtigt:
- Unterschiede bei den Entwicklungsstadien von Rebsorten (Wachstum, Internodienlänge). Zum Beispiel bei der Sorte Dornfelder. Sie hat aufgrund der Trieblänge und Wuchshöhe schon eine deutlich höhere Entwicklung als Silvaner oder Kerner. Folglich muss eine Düse mehr zugeschaltet werden, um die aktuelle Laubwandhöhe abzudecken.
- Unterschiedliche Reihenabstände.
- Verschiedene Erziehungssysteme wie Minimalschnitterziehung, Vertikoerziehung, Pergelerziehung u. a.
- Verschiedene Formierung des angeschnittenen Rebholzes wie Halb- und Flachbogenschnitt.
- Den Zusammenhang zwischen Aufwandmenge je Laubwandflächeneinheit und Belagsmassen wird Rechnung getragen. Es besteht ein klarer Zusammenhang zwischen der Behandlungsflächeneinheit (Quadratmeter Laubwandfläche) ausgebrachten Produktmenge und den mittleren Belagsmassen (µg Wirkstoff/cm2 Blatt- oder Beerenoberfläche). Diesem Sachverhalt trägt das grundflächenbezogene System nicht ausreichend Rechnung.[10]
- Das Applikationsgerät muss nicht von Anlage zu Anlage bei unterschiedlichen Reihenabständen neu eingestellt werden.
- Eine Behandlung der Traubenzone oder der Laubzone als eigenes Behandlungsband als Teilflächenbehandlung ist mit der gleichen Einstellung möglich.
- Produktaufwandmenge und Wasseraufwandmenge werden voneinander entkoppelt. Es bleibt dem Winzer überlassen, welche Wasseraufwandmenge (l/ha Laubwandfläche) er innerhalb der Vorgaben der Gebrauchsanleitung wählt.
- Verwendung eines Spritzcomputers – dieser kann die Dosiergleichung behandlungsflächenbezogen umsetzen.

Sonstiges:
- Unproblematisch ist auch die Verwendung eines Recyclinggerätes. Unabhängig vom System bedarf es keine Änderung beim Herstellen der Spritzbrühe. Die aufgefangenen Brühenverluste werden wieder verwendet. Damit kann mit der Brühenmenge – entsprechend dem Recyclingfaktor – eine größere Laubwandfläche behandelt werden.
- Eine Umrüstung von Applikationsgeräten ist nicht notwendig.
- Alle Düsenstationen sollen die gleiche Düsengröße besitzen, damit sich eine rechteckige Vertikalverteilung der Spritzbrühe auf der Laubwand ergibt.
- Das Zulassungsverfahren wird vereinfacht und wird erst unter Ländern austauschbar.